# Tierpark Freiberg
Koordinaten: 50° 54′ 49″ N, 13° 19′ 51″ O
Der Tierpark Freiberg ist ein kleiner zoologischer Garten in der mittelsächsischen Stadt Freiberg. 

## Beschreibung
Das Areal des Tierparks erstreckt sich etwa 500 Meter südwestlich der Altstadt und liegt eingebettet zwischen Goethestraße, Chemnitzer Straße, Johann-Sebastian-Bach-Straße und Lessingstraße. Es beherbergt etwa 160 Tiere in zwölf unterschiedlichen Gattungen. 
Momentan leben dort beispielsweise Damwild, Mufflons, Göttinger Minischweine, Hausschweine, Hängebauchschweine, Mangalica-Schweine, Land- und Wasserschildkröten, Waschbären, exotische Vögel (Unzertrennliche, Amazonenpapageien, Graupapageien, Halsbandsittiche, Nymphensittiche, Rosellasittiche, Zebrafinken), Gänse, Enten, Shetlandponys, Seidenhühner, Meerschweinchen, Kaninchen, Wellensittiche, Frettchen, Hausesel, Westafrikanische Zwergziegen, Rotfüchse, Zwerghamster, Chinchillas, Fasane und asiatische Pfauen. Mit einem Bestand an Skudden leistet der Park zudem einen Beitrag zur Arterhaltung gefährdeter Haustierrassen.
Darüber hinaus ist der Freiberger Tierpark Aufnahmestelle für exotische Fundtiere aus ganz Mittelsachsen, die in der Regel von ihren Besitzern ausgesetzt wurden. Vom Tierpark werden sie per Überlassungsvertrag artgerecht betreut. Während der Sommersaison zwischen Mai und Oktober kommen einzelne Ziegen und Kitze im Rahmen tiergestützter Therapie bei Demenzpatienten in Altenheimen zum Einsatz.
Seitens der Stadt standen 2019 für den Tierpark Finanzmittel in Höhe von 250.000 Euro zur Verfügung. Hinzu kamen allerdings noch über 36.000 Euro an Spendengeldern. Einen leichten Anstieg konnte man im Laufe der letzten Jahre bei den Besucherzahlen verzeichnen. Während 2015 ungefähr 23.000 Interessierte kamen, waren es 2016 etwa 28.000 und 2018 knapp 25.000. Eine Angabe genauer Zahlen ist allerdings nicht möglich, da im Tierpark Freiberg traditionell kein Eintritt erhoben wird und somit kein Kontrollinstrument zur Besucherzählung zur Verfügung steht. Im Jahr 2017 waren vier fest angestellte Mitarbeiter im Tierpark tätig. Die Leitung obliegt Peter Heinrich (* 1962).

## Geschichte

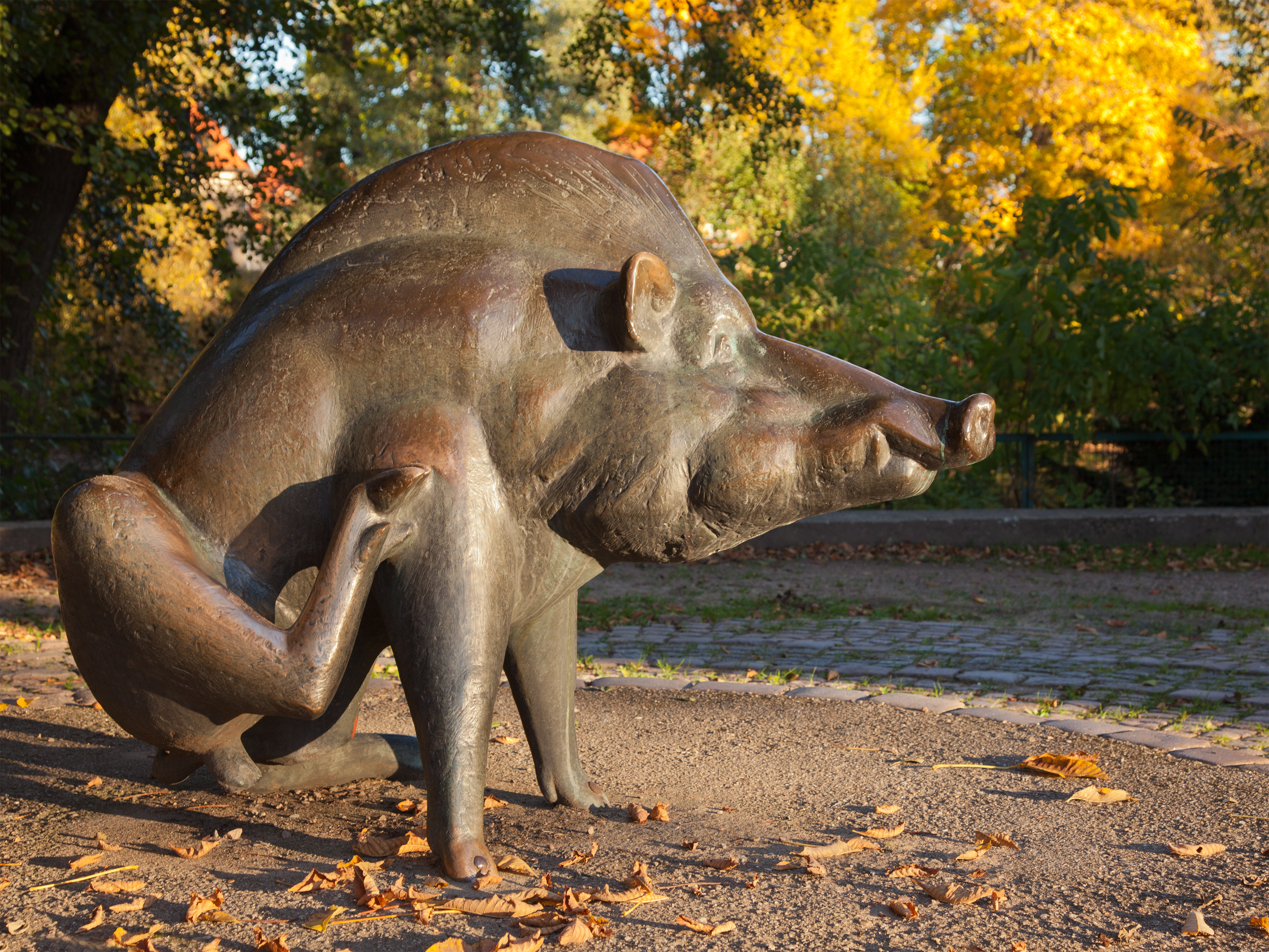
Im Tierpark stehen mehrere Statuen des Bildhauers und Freiberger Ehrenbürgers Gottfried Kohl (wie beispielsweise hier der Keiler) sowie des Keramikers und Bildhauers Peter Wolf aus Frauenstein.

Ab 1958 begann das Nationale Aufbauwerk der DDR durch die Umgestaltung eines Großteils des Johannisparks mit dem Bau eines „Kultur- und Pionierparkes“. Für 435 Mark plante man Unterkünfte für Rotwild, eine Vogelvoliere sowie ein Wassergeflügelhaus. Die Grundsteinlegung erfolgte 1959. Bald übernahm die Pionierorganisation „Ernst Thälmann“ die Leitung der Arbeiten und die Pflege des Pionierparks, dessen Einweihung 1961 gefeiert werden konnte. In den 1980er Jahren beherbergte er bereits knapp 200 Tiere aus 40 Arten. Der angrenzende Rosengarten wurde damals für die sogenannten Tierparkkonzerte genutzt.
2003 erfolgte mit dem Umbau der Entenanlage der erste Schritt für eine umfassende Rekonstruktion des Tierparks. In den Jahren 2010 und 2011 wurden die Hauptwege saniert, das Funktions- und Sozialgebäude erneuert sowie eine öffentliche Toilette installiert.
Am 30. Oktober 2015 gründete sich der Förderverein Freiberger Tierpark e. V. mit dem Ziel, den Zoo weiter familienfreundlich und behutsam auszubauen und den Besuch auch zukünftig kostenlos zur Verfügung zu stellen. Ende des Jahres 2016 zählte der Verein bereits knapp 70 Mitglieder. Sukzessive wurde in den Jahren 2016 und 2017 innerhalb des Tierparks der „Bambini“-Streichelzoo eingerichtet. Er beinhaltet Gehege für Meerschweinchen und Kaninchen sowie eine Voliere für Wellensittiche. 2017 baute man darüber hinaus eine neue Fasanenanlage.
Zusammen mit der Einweihung eines Spielplatzes im Rosengarten eröffneten die Mitarbeiter im Juli 2018 auch die erneuerte, 90 Quadratmeter messende Voliere für die exotischen Vögel. Ab Anfang 2019 wurden Planungen konkretisiert, den Rosengarten durch eine neue Umzäunung vollständig in den Tierpark zu integrieren, der dadurch einen signifikanten Flächenzuwachs erfahren würde. Auf dem Gelände soll ein kombiniertes Gehege für Alpakas und Nandus entstehen. Dadurch entfällt der östlichste von drei Parkzugängen an der Chemnitzer Straße. Vorbereitende Arbeiten für die Erweiterung begannen im März gleichen Jahres. Im August wurde im ehemaligen Rosengarten am Ausgang Lessingstraße ein neues Tor montiert und zwischen September und November wird die Fußgängerbrücke, die den Ententeich vom See Pferdeschwemme trennt, erneuert.